# Film collettivo
Il film collettivo è un film caratterizzato da una suddivisione ad episodi (in cui generalmente le trame di ogni singolo episodio non sono collegate tra di loro, ma hanno comunque un tema in comune), ciascuno dei quali diretto molto spesso da un regista differente.
Alcuni esempi di film collettivo sono Ro.Go.Pa.G., Signore e signori, buonanotte, New York Stories, Ai confini della realtà, Tokyo!, Four Rooms, Tre passi nel delirio, Body Bags - Corpi estranei, Animatrix, Eros, Chacun son cinéma - A ciascuno il suo cinema e Predator: Killer dei Killer.
In Italia il genere fu lanciato da Alessandro Blasetti, con Altri tempi - Zibaldone n. 1 (1952) e Tempi nostri - Zibaldone n. 2 (1954).